# Potter Island
Potter Island – niezamieszkana wyspa w Zatoce Frobishera, w Archipelagu Arktycznym, w regionie Qikiqtaaluk, na terytorium Nunavut, w Kanadzie. W pobliżu Potter Island położone są wyspy: Palmer Island, Gross Island i Halford Island.